# Børge Gissel
Børge Gissel (Aarhus, 7 de julio de 1915-Fredericia, 6 de abril de 2002) fue un deportista danés que compitió en ciclismo en la modalidad de pista. Ganó una medalla de plata en el Campeonato Mundial de Ciclismo en Pista de 1946, en la prueba de persecución individual.

## Medallero internacional
| Campeonato Mundial | Campeonato Mundial | Campeonato Mundial | Campeonato Mundial         |
| Año                | Lugar              | Medalla            | Competición                |
| ------------------ | ------------------ | ------------------ | -------------------------- |
| 1946               | Zúrich (Suiza)     | Medalla de plata   | Persecución individual (A) |